# 板橋放送所
板橋放送所，全名為台北放送局板橋放送所，是在1930年建於現今臺灣新北市板橋區的電台廣播發射設施。其在戰後由中國廣播公司接收，作為廣播發射機房。2015年8月被指定為新北市市定古蹟後，修復工程開始進行，其戶外空間首先在2019年6月開放。

## 介紹
臺灣的電台廣播（無線電廣播）的發展，最早在1925年6月17日始政三十年紀念展覽會時，實驗性地播音十天。臺灣總督府在後來在1928年11月成立了台北放送局，開始進行廣播節目。最初的廣播設施皆設在交通局遞信部內，直到1929年才興建了專門的廣播設施「台北放送局演奏所」（現為臺北二二八紀念館）、「台北放送局板橋放送所」和「台北放送局淡水受信所」，三者皆由臺灣總督府技師栗山俊一所設計。台北放送局板橋放送所廳舍興建於1929年10月1日，1930年3月31日完工，為一棟兩層樓的現代式樣建築，建築立面強調水平線條與弧線形式；其無線電波可傳送至嘉義縣民雄鄉，使台灣多數地方皆能接收到廣播訊號。
板橋放送所在戰後由中國廣播公司接收，作為中廣板橋發射站。因其屬於中國國民黨黨產爭議之一，2014年8月，法院判決中廣板橋機房的八筆土地均屬國有，產權移交給交通部。交通部觀光局原計畫在此地上建築拆除，改建為辦公大樓。在文史團體爭取之下，板橋放送所全區包含放送所廳舍、倉庫和車庫，於2015年8月被指定為新北市市定古蹟。此園區內的戶外空間在經整理後於2019年6月開放啟用，而建築本體的修復工程預計在2022年完工。